# (2289) McMillan
(2289) McMillan ist ein Asteroid des Hauptgürtels, der am 24. September 1960 vom niederländischen Forscherteam Cornelis Johannes van Houten, Ingrid van Houten-Groeneveld und Tom Gehrels im Rahmen des Palomar-Leiden-Surveys entdeckt wurde. 
Die Benennung des Asteroiden wurde zu Ehren des US-amerikanischen Astronomen Robert S. McMillan gewählt, dem Projektleiter des Spacewatch-Programmes.